# 张冠尧
张冠尧（1933年—2002年），海防人，原籍广东东莞，越南归国华侨，中国翻译家，北京大学教授、博士生导师，通晓中文、法文、英文、西班牙文、拉丁文，是中国优秀的法国文学翻译者，尤其是在司汤达与巴尔扎克的作品上。

## 生平
1933年，生于今越南海防市。青少年时期，在今胡志明市度过。1952年，进入北京大学学习。1956年，毕业于北京大学，留校任教。2002年，逝世于北京。

## 翻译代表作品
- 红与黑[5]
- 名人传[6]
- 高老头和欧也妮·葛朗台[7]
- 漂亮朋友[8]